# Tamiel
Tamiel (ou Tumiel; Aramaico: תוּםיאל, Grego: Ταμιήλ), também pronunciado Tâmîêl, é um anjo caído, o décimo segundo  mencionado entre os 20 anjos sentinelas, líderes dos 200 anjos caídos no Livro de Enoque. Seu nome é geralmente traduzido como "perfeição do Senhor" (a combinação de tamiym e El-Senhor) mas Tamiel também é chamado de Kasdeja (também Kasdaye, do Heb. כַּשְׂדַּי — "habitante da Caldeia") ou Kasyade (provável composição de כסה kasah — "esconder" + יד yad — "mão, poder"; literalmente "mão oculta", "poder oculto") no livro de Enoque, capítulo 69. Michael Knibb lista a tradução de Tamiel como "O Senhor é perfeito" ou "Perfeição do Senhor". Tamiel ensinou "às crianças dos homens todos os ataques dos espíritos, [os ataques de] demônios, os ataques ao útero para expelir a criança (aborto)".